# Savoir Adore
Savoir Adore – multiinstrumentalny duet założony w 2007 roku przez dwoje przyjaciół – Paula Hammera i Deidre Muro. Po podpisaniu kontraktu z wytwórnią Cantora Records w 2007 roku, zespół zadebiutował EP-ką The Scientific Findings of Dr. Rousseau, którą zdobył uznanie nowojorskich krytyków muzycznych.
Nazwa Savoir Adore to połączenie dwóch francuskich słów – savoire (wiedzieć, umieć) i adore (miłość). Jak tłumaczy jeden z członków zespołu:
Paul: Rozmawialiśmy kiedyś o uroku języka francuskiego i Deidre’a przypomniała sobie piosenkę, w której było kilka słów w tym języku – wyrażano za ich pomocą miłość. Doszliśmy do wniosku, iż te słowa idealnie opisują charakter naszej dwójki. Savoir Adore to właściwie dwa słowa, które zestawione razem nie mają żadnego znaczenia, ale może za tysiąc lat utrwalą się jako frazeologizm..

## Historia

### 2008The Adventures of Professor Pumpernickel and the Girl with Animals in Her Throat
The Adventures of Professor Pumpernickel and the Girl with Animals in Her Throat został wydany jako długogrający album muzyczny w 2008 roku. Utrzymany został w stylistyce Folk Rock, Psychedelic Rock, Indie Rock. Krążek promował singiel Les Grenouilles.

### Od 2009Dreamers
W 2009 roku zespół wydał kolejną płytę – In The Wooded Forest.
W 2011 roku nawiązał współpracę z Neon Gold Records, wynikiem czego jest singiel Dreamers. Teledysk nakręcony do tego utwory został wyreżyserowany przez Cory Allen i Kristen Winter, identyfikację wizualną obejmującą logo oraz grafiki promocyjne opracował Doug Olsen.